# Roeslan Nesjtsjeret
Roeslan Oleksijovitsj Nesjtsjeret (Cyrillisch: Руслан Олексійович Нещерет; Moekatsjevo, 22 januari 2002) is een Oekraïens voetballer die speelt als doelman. In oktober 2020 debuteerde hij voor Dynamo Kiev.

## Clubcarrière
Nesjtsjeret speelde vanaf 2014 in de opleiding van Dynamo Kiev. Zijn debuut voor die club maakte hij op 31 oktober 2020, toen op bezoek bij Dnipro-1 met 1–2 werd gewonnen. Oleksandr Nazarenko zette de thuisploeg op voorsprong, maar door een eigen doelpunt van Volodimir Adamjoek en een treffer van Viktor Tsyhankov won Dynamo alsnog. Nesjtsjeret mocht van coach Mircea Lucescu in de basis beginnen en hij speelde het gehele duel mee. In januari 2023 werd zijn verbintenis opengebroken en met drie jaar verlengd tot en met 2027.

## Clubstatistieken
| Seizoen | Club        | Competitie   | Competitie | Competitie | Beker | Beker | Internationaal | Internationaal | Totaal | Totaal |
| Seizoen | Club        | Competitie   | Wed.       | Dlp.       | Wed.  | Dlp.  | Wed.           | Dlp.           | Wed.   | Dlp.   |
| ------- | ----------- | ------------ | ---------- | ---------- | ----- | ----- | -------------- | -------------- | ------ | ------ |
| 2020/21 | Dynamo Kiev | Premjer Liha | 3          | 0          | 0     | 0     | 1              | 0              | 4      | 0      |
| 2021/22 | Dynamo Kiev | Premjer Liha | 0          | 0          | 0     | 0     | 0              | 0              | 0      | 0      |
| 2022/23 | Dynamo Kiev | Premjer Liha | 20         | 0          | 0     | 0     | 2              | 0              | 22     | 0      |
| 2023/24 | Dynamo Kiev | Premjer Liha | 4          | 0          | 1     | 0     | 0              | 0              | 5      | 0      |
| 2024/25 | Dynamo Kiev | Premjer Liha | 13         | 0          | 2     | 0     | 3              | 0              | 16     | 0      |
| Totaal  | Totaal      | Totaal       | 40         | 0          | 3     | 0     | 6              | 0              | 49     | 0      |

Bijgewerkt op 27 mei 2025.

## Erelijst
| Premjer Liha | 2 | 2020/21, 2024/25 |